# كلو وانغ
كلو وانغ (بالصينية: 王心如) هي عازفة بيانو ومغنية وممثلة تايوانية، ولدت في 8 يوليو 1986 في تايوان.

## أعمال

### أفلام
- (2014) لوسي[4][5]

## وصلات خارجية
- كلو وانغ على موقع IMDb (الإنجليزية)
- كلو وانغ على موقع قاعدة بيانات الفيلم (الإنجليزية)